# Matthäuskirche (Backnang)

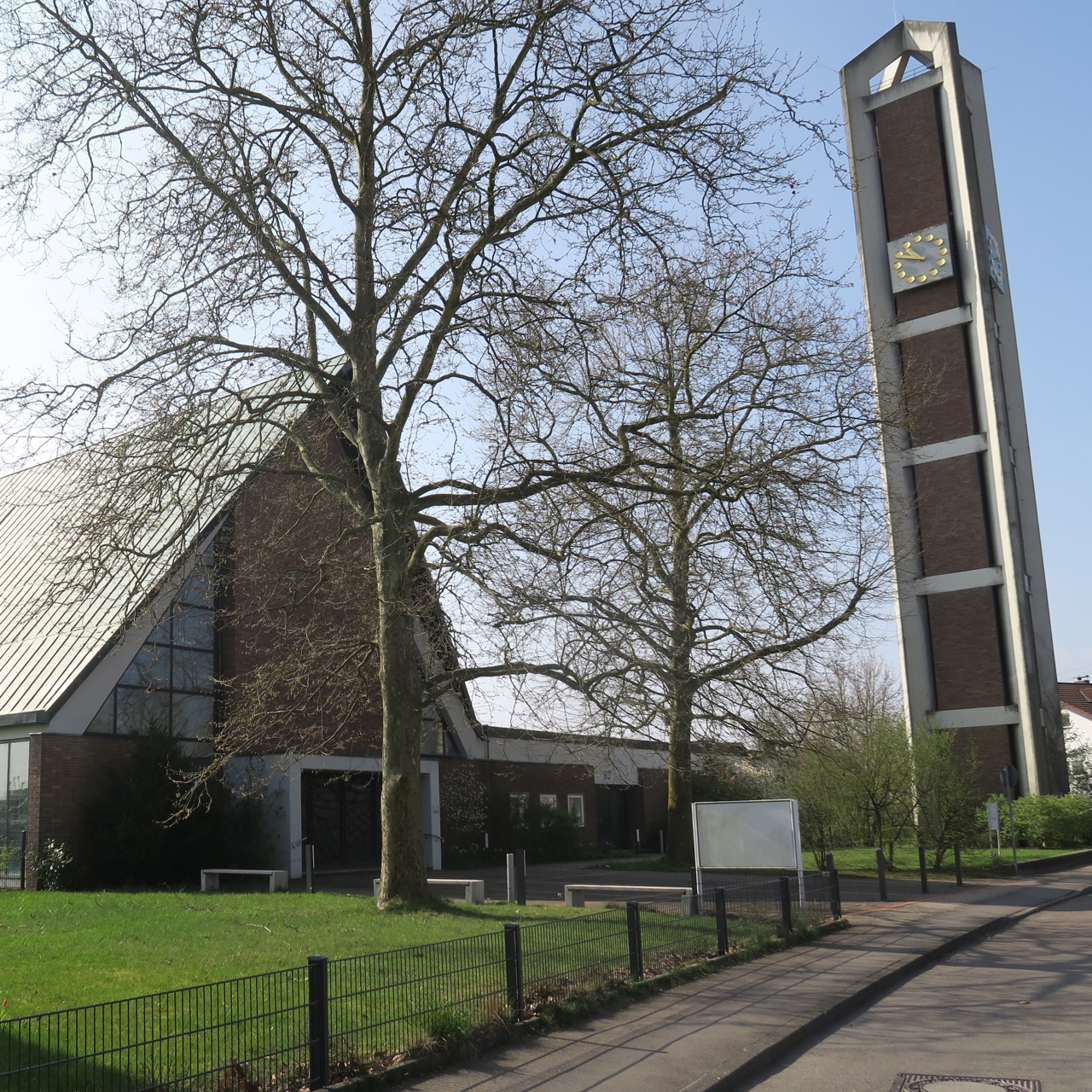
Matthäuskirche Backnang

Die Matthäuskirche in Backnang im Rems-Murr-Kreis (Baden-Württemberg) ist ein evangelisches Gemeindezentrum, das als eines der ersten Gemeindezentren der Württembergischen Landeskirche Anfang der 1960er-Jahre gebaut wurde, durch seinen 36 Meter hohen Turm stadtbildprägend wirkt und von der Matthäus-Kirchengemeinde im Kirchenbezirk Backnang für ihr Gemeindeleben genutzt wird.
Das große Kirchenschiff in Form eines Zeltes ist als „Sonntagskirche“ baulich verbunden mit den Gemeinderäumen, der sogenannten „Alltagskirche“, und bietet, wenn die versenkbaren Trennwände zum Gemeindesaal geöffnet werden, für 700 Personen Platz.

## Geschichte
Im Osten Backnangs entstanden nach dem Zweiten Weltkrieg neue Siedlungen in der Plaisir, Taus und am Plattenwald. Anfänglich wurden die Aktivitäten der evangelischen Matthäus-Kirchengemeinde „unter denkbar bescheidenen Bedingungen in einem Schulsaal und in einer Wohnstube“ abgehalten. Um der wachsenden Gemeinde ein angemessenes Zentrum zu errichten, wurde bereits 1952 das Grundstück erworben und 1959 ein Architektenwettbewerb ausgeschrieben. Das Architekturbüro Heinz Rall erhielt den Planungsauftrag. Die Grundsteinlegung fand am 8. Mai 1960 statt und am 11. Mai 1962 wurde das Matthäus-Gemeindezentrum feierlich eingeweiht. 1963 folgten das benachbarte Pfarrhaus und der freistehende Glockenturm.
Bis 1990 fanden die jährlichen Waldheimfreizeiten in den Sommerferien im Matthäus-Gemeindezentrum statt, bis 1991 das Evangelische Waldheim im Fautenhau in Aspach fertiggestellt war. Die Minigolfanlage auf der Grünfläche wurde ab Oktober 2015 von Schülern der benachbarten Gemeinschaftsschule in der Taus renoviert.

## Architektur

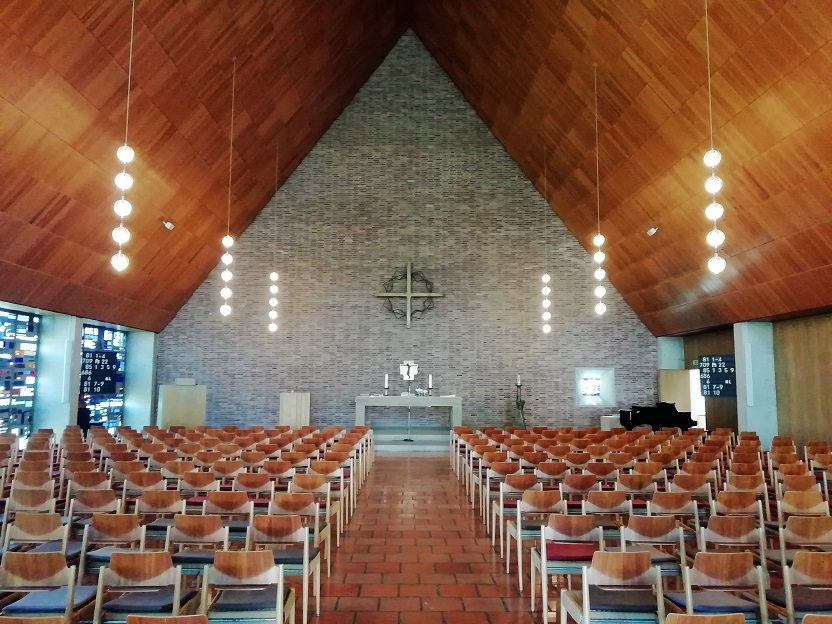
Matthäuskirche Backnang Innenraum Kirchenschiff

Architekt Heinz Rall schreibt zur Bedeutung des Kirchenbaus: „Die vielfältigen Aufgaben des Gemeindelebens erfordern neben der Kirche ein differenziertes Raumprogramm, das (…) einen Gemeindesaal, Clubräume für Jugendliche, (…) und Wohnungen für kirchliche Mitarbeiter umfasst. Hier dokumentiert sich die Verflechtung kirchlicher Einrichtungen mit dem öffentlichen Leben, vor allem auf sozialem Gebiet und in zunehmendem Maße auch bei der Freizeitgestaltung.“
Vom weiten Vorplatz betritt man durch das breite Portal das Kirchenschiff, dessen Innengestaltung „über einen breiten Rechteckgrundriß entwickelt“ ist. „Das zeltartige Giebeldach ist im Innern mit schmalen rötlich-braunen Kiefernholzbrettchen verschalt. Die Hauptlichtquelle (…) ist die große Glasfläche aus Spiegelrohrglas an der Eingangsseite. Die östliche Außenfront erhielt ein durchgehendes drei Meter hohes Betonglasfenster.“ Als Sitzmöbel sind Stühle statt Bänke platziert. „Das warme Holz des gewaltigen Zeltdaches und die rötlichbraune Klinkermauer der fast fensterlosen Stirnseite vermitteln Sammlung und Geborgenheit.“ Der Altar im Zentrum der Stirnseite ist als „Abendmahlstisch aus warmem Sandstein“ gefertigt.
„Der Gemeindesaal und Räume für die Gemeindearbeit gruppieren sich um einen intimen, von der Außenwelt abgeschlossenen Innenhof. Alle diese Räume erhielten einen Ausgang in diesen Gartenhof.“ Alle Räume befinden sich auf einer Etage, ergänzt durch Küche, zwei Bühnen und Sanitäranlagen. „Die Lage der Kirche am Hang ermöglichte die Unterbringung von drei Jugendräumen und einer Mesnerwohnung im freiliegenden Untergeschoß. Die Wohnung und die Jugendräume erhielten einen eigenen Zugang und gut besonnte Freiflächen.“
Der 36 Meter hohe Kirchturm ist aufgebaut wie das Gebäudeensemble und die Verbindung wird „durch die einheitliche Verkleidung mit holländischen Klinkern (…) und die tragenden Elemente in Beton sichtbar.“ Im obersten von fünf Geschossen befinden sich die vier Uhren und die vier Glocken. „Sie wurden alle 1963 in der Glockengießerei Bachert in Karlsruhe gegossen. Alle tragen Inschriften aus dem Matthäus-Evangelium.“
| Name        | Schlagton | Gewicht  | Inschrift                                 |
| ----------- | --------- | -------- | ----------------------------------------- |
| Dominica    | f′        | 1094 kg0 | Siehe, ich bin bei euch alle Tage.        |
| Betglocke   | as′       | 660 kg   | Kommet her zu mir alle.                   |
| Kreuzglocke | c′′       | 348 kg   | Trachtet am ersten nach dem Reich Gottes. |
| Taufglocke  | es′′      | 223 kg   | Folge mir nach.                           |

„Eine kleine Plattform, über der sich die vier tragenden Betonpfeiler gleich einer Krone zusammenfinden, schließt den Turm nach oben ab.“ Es ist einer der höchsten Punkte der Stadt Backnang – außer den Höhenzügen um die eingemeindeten Dörfer – mit einer weiten Panoramasicht.

## Orgel
Nachdem 20 Jahre lang die Gottesdienste von einem kleinen Orgel-Positiv begleitet wurden, konnte 1982 „das von Orgelbaumeister Reinhart Tzschöckel entworfene und ausgeführte Instrument in Dienst genommen werden“, das auf der Empore eingebaut wurde. Die Orgel verfügt über 21 Register auf zwei Manualen und Pedal.

## Kunst
- Kruzifixus von Karl Hemmeter
- Hauptportal von Ulrich Henn: ein in Bronze gegossenes Netz über vier Türflügel
- Glasbetonwand über die gesamte Ostseite mit dem Titel „Matthäus-Evangelium“ aus farbigen Glasbausteinen von Luitgard Chountras-Müller und Gisela Sternstein-Feucht. Von ihnen stammt auch „das kleine Fensterquadrat über dem Taufstein. Der blaue Grundton weist auf das Taufwasser.“[13]
- Kreuz und Dornenkrone im Giebeldreieck von Ulrich Henn
- Paramente von Robert Eberwein
- Großer Bronzeleuchter von Karl Hemmeter
- Eichenholzplastik „Kriegsende“ von Karl Hemmeter

„Daß die Verbindung von Kirchen- und Gemeinderäumen zu einer auch künstlerisch überzeugenden Lösung finden kann, dafür ist das Matthäusgemeindezentrum in Backnang ein positives Beispiel.“